# TV Gazeta Sul
TV Gazeta Sul é uma emissora de televisão brasileira sediada em Cachoeiro de Itapemirim, cidade do estado do Espírito Santo. Opera no canal 10 (21 UHF digital), e é afiliada à TV Globo. A emissora integra a Rede Gazeta, rede de televisão pertencente ao grupo homônimo, e gera sua programação para 28 municípios do estado. Seus estúdios estão localizados no bairro Gilberto Machado, e sua antena de transmissão está no alto do Morro das Andorinhas.

## Sinal digital
| Canal virtual | Canal digital | Resolução de tela | Programação                                    |
| ------------- | ------------- | ----------------- | ---------------------------------------------- |
| 10.1          | 21 UHF        | 1080i             | Programação principal da TV Gazeta Sul / Globo |

Transição para o sinal digital
Com base no decreto federal de transição das emissoras de TV brasileiras do sinal analógico para o digital, a TV Gazeta Sul cessou suas transmissões pelo canal 10 VHF em 1.º de dezembro de 2021.

## Programas
- Gazeta Meio Dia: Telejornal, com Aurelio de Freitas;

De 19 de abril de 2021 a 28 de outubro de 2023, a emissora retransmitia as edições do ESTV para o interior do estado geradas nos estúdios da Rede Gazeta em Vitória devido a cortes de gastos. Em 30 de outubro de 2023, estreou o Gazeta Meio Dia com edição gerada para o interior do estado, enquanto que a noite o ES2 Regional foi extinto, dando lugar ao Boa Noite Espírito Santo com transmissão estadual da matriz da rede, assim como é feito nos demais programas.

## Retransmissoras
- Alegre - Canal 13
- Anchieta - Canal 43
- Castelo - Canal 13
- Guaçuí - Canal 14
- Itapemirim - Canal 35
- Iúna - Canal 23
- Marataízes - Canal 9
- Mimoso do Sul - Canal 10
- Muniz Freire - 25 UHF / 23 UHF (em implantação)
- Muqui - Canal 10
- Piúma - Canal 13
- Presidente Kennedy - Canal 10.1 (Digital) / Canal 7 (analógico)